# (466621) 2014 VH24
(466621) 2014 VH24 es un asteroide perteneciente al cinturón de asteroides, descubierto el 16 de marzo de 2007 por el equipo Spacewatch desde el Observatorio Nacional de Kitt Peak (Arizona, Estados Unidos).